# Mozilla Messaging
Mozilla Messaging (známá jako MoMo, dříve MailCo) byla dceřiná organizace Mozilla Foundation, která zastřešovala vývoj poštovního klienta Mozilla Thunderbird. Ten byl původně vyvíjen Mozilla Corporation, která se však rozhodla zaměřit primárně na vývoj webového prohlížeče Mozilla Firefox. Po veřejné diskusi bylo rozhodnuto o převedení Mozilla Thunderbirdu pod samostatnou organizaci, která po pracovním názvu MailCo dostala název Mozilla Messaging. Vznikla 19. února 2008 a jejím ředitelem je David Ascher.
Dne 4. dubna 2011 bylo oznámeno, že se Mozilla Messaging sloučí se skupinou Mozilla Labs a následně byl vývoj Thunderbirdu předán komunitě.